# تورلودونس
تورلودونس (به اسپانیایی: Torrelodones) یکی از دهستان‌های اسپانیا است که در مادرید (بخش خودمختار) واقع شده‌است.

## خصوصیات
تورلودونس  ۲۲٬۸۳۸ نفر جمعیت دارد و ۸۴۵ متر بالاتر از سطح دریا واقع شده‌است.

## خواهرخوانده
شهر باربرینو دی موجلو خواهرخواندهٔ تورلودونس هست.